# Sidsel Ryen
Sidsel Ryen (* 29. April 1943 in Skedsmo) ist eine norwegische Schauspielerin und Sängerin. Sie ist besonders bekannt für ihre Rolle als Leonora Dorothea Dahl in der Kinderserie Sesam Stasjon.
Sidsel erhielt ihre Ausbildung an der Staatlichen Theaterhochschule und war früher am Det Norske Teatret engagiert, wo sie u. a. die Maria in der West Side Story, Hanna Glawari in Die lustige Witwe und Eliza Doolittle in My Fair Lady spielte.
1974 erhielt sie eine Anstellung am Oslo Nye Teater und wirkte u. a. mit in: Die Fledermaus (Adele), in Kiss Me, Kate, Anything Goes, Crazy for You, Weihnachtsoratorium, Cabaret, My Fair Lady, Ein Käfig voller Narren, Victoria, Die Olsenbande Jr. im Zirkus, Die Reifeprüfung, Der Nussknacker und Les Misérables. 
Sie trat auch in Fernsehserien auf und hatte einige Konzertauftritte.